# ترك (إيران)
ترك (بالفارسية: ترک) باللغة الاذربایجانیة (Tərk) هي إحدى مدن محافظة أذربيجان الشرقية في شمال غرب إيران. هذه المدينة هي مركز قرية كندوان من مدينة ميانه، يقدر عدد سكانها بـ 2406 نسمة.